# 林志琇
林志琇（?—?）字亚啸，福建閩縣人，清朝及中华民国政治人物。

## 生平
林志琇留学归国后，于宣統元年（1909年）获赏给游学毕业进士。
中华民国时期，在曹汝霖接任北京政府交通总长后，林志琇任北京政府交通部电政司营业科长，并加入新交通系。